# Àlex Corretja
Àlex Corretja Verdegay, född 11 april 1974 i Barcelona, är en spansk före detta professionell tennisspelare.

## Tenniskarriären
Àlex Corretja blev professionell spelare på ATP-touren 1991 och vann sin första ATP-titel 1994. Totalt vann han 17 singeltitlar på touren och också 3 dubbeltitlar. Han rankades som bäst som världstvåa i singel (1999).
Corretja spelade 2 singelfinaler i Grand Slam-turneringar, båda i Franska öppna (1998 samt 2001). Han förlorade finalerna mot Carlos Moyá med 6-3, 7-5, 6-3 (1998) och mot Gustavo Kuerten 6-7, 7-5, 6-2, 6-0  (2001).
Sin största framgång noterade han 1998 när han vann Tennis Masters Cup som är en turnering i slutet på varje år för de 8 högst rankade spelarna i världen. Han finalbesegrade då Carlos Moya med 3-6, 3-6, 7-5, 6-3, 7-5.
Corretja deltog i det spanska Davis Cup-laget som 2000 vann cup-titeln. Corretja vann OS-brons i dubbel tillsammans med Albert Costa 2000 i Sydney.

## Titlar påATP-touren
- Singel
  - 1994 - Buenos Aires
  - 1997 - Estoril, Rom, Stuttgart utomhus
  - 1998 - Dubai, Gstaad, Indianapolis, Lyon
  - 2000 - Indian Wells, Gstaad, Kitzbühel, Washington, Toulouse
  - 2001 - Amsterdam
  - 2002 - Gstaad, Kitzbühel
- Dubbel
  - 1995 - Palermo
  - 1997 - Munich
  - 2001 - Kitzbühel